# Jean-Paul Dessy
Jean-Paul Dessy, né à Huy (province de Liège) le 8 février 1963, est un compositeur, violoncelliste et chef d’orchestre belge.

## Biographie
Jean-Paul Dessy est très tôt attiré par le violoncelle, mais faute d’une classe pour cet instrument au conservatoire de sa ville natale, il commence par le piano, pendant quatre ans avant de pouvoir enfin y apprendre le violoncelle. Il poursuit sa formation musicale au Conservatoire royal de Liège et ensuite au Conservatoire royal de Bruxelles où il se perfectionne auprès d'Edmond Baert. Parallèlement à ce cursus musical, il entreprend des études en philologie romane à l'Université de Liège et ensuite à l'Université catholique de Louvain-la-Neuve. 
En compositeur autodidacte, il écrit des musiques pour les mises en scène du Théâtre universitaire. Il entreprend un parcours musical en tant que violoncelliste, fait partie du groupe Maximalist! (1986-1992) et fonde le quatuor à cordes Quadro,.
En 1995, il s’engage dans la composition de musique avec Incipit pour violoncelle seul.
Avec l'Orchestre royal de chambre de Wallonie, il enregistre l'intégrale de la musique de chambre pour orchestre à cordes de Giacinto Scelsi, Witold Lutoslawski et Jean Rogister.
Depuis 1996, il est le chef d’orchestre et directeur artistique de l’ensemble Musiques Nouvelles et, dans ce cadre, contribue à la diffusion d’œuvres de toutes esthétiques et écritures créatives. Il a enregistré plus d’une cinquantaine de disques de musique contemporaine.
En 2009, il participe, avec Musiques Nouvelles, à l'ouverture du Festival international d’Édimbourg en Écosse avec l'opéra Saint Kilda, The Island of the Birdmen dont il a coécrit la musique avec David P Graham.
En 2015, dans le cadre de Mons 2015, capitale européenne de la culture, il met sur pieds, avec le Manège Mons, la semaine Roland de Lassus dont un des points forts fut la grande clameur, un rassemblement de chorales de 500 chanteurs autour d'une partition originale.
En 2015 également, la « maison de l'écoute ARSONIC », s'est ouverte à Mons, un projet qu'il a imaginé et qui a été réalisé par les architectes Holoffe & Vermeersch et l’acousticien Eckhard Kahle.
Le 4 février 2021 Jean-Paul Dessy est élu membre titulaire de la classe des arts à l'Académie Royale des sciences, des lettres et des beaux arts de Belgique.
Sa production discographique et ses prestations en tant que violoncelliste ou chef d'orchestre ont donné lieu à des articles dans plusieurs média francophones,,,.

## Distinctions
- 1997 : Grand-Prix Paul-Gilson de la Communauté des Radios publiques de Langue Française
- 1999 : Prix Fuga des compositeurs belges[13]
- 2011 : Octave de la musique contemporaine[14]

## Œuvres
Œuvres

### Opéra
- 2007 : Saint Kilda, The Island of the Birdmen en collaboration avec David P. Graham, Livret: Ian Finlay MacLoad, mise en scène: Thierry Poquet.  Premières simultanées : Le Phénix/Valenciennes (France), Medienhafen, Dusseldorf (Allemagne), Isle of Lewis (Ecosse), Le Manège/Mons (Belgique), Hallstatt/Ebensee (Autriche). Festival d'Edimbourg 2009.

### Orchestre
- 2011 : Symphonic Meditation 1, Serene Sirens, Orchestre National de Belgique.
- 2011 : Symphonic Meditation 2, Inside the C, Orchestre Philharmonique Royal de Liège.
- 2021 : Symphonic Meditation 3, Eva Ave Salve, Belgian National Orchestra, dir. Cornelius Meister

### Orchestre et chœur
- 2018 : Requiems[16] Estonian Philharmonic Chamber Choir & Tallinn Chamber Orchestra à Flagey, Bruxelles le 27/01/2018 [17]

### Chœur et ensembles
- 2015 : La Grande Clameur Chorales d'amateurs et accordéons Mons (Capitale Européenne de la Culture).
- 2019 : Vox Clamantis ad Waldetrudis Chorales d'amateurs, accordéons et orgue Collégiale Sainte Waudru à Mons.

### Chœur
- 2019 : Les cloches de la chapelle du château de Moulinsart Octuor vocal, Ottovocale Arsonic.

### Orchestre de chambre / Ensembles
- 2001 : Ode au Fado, cordes et piano, Gulbenkian Foundation Contemporary Music Encounters, Lisbonne.
- 2001 : Ineffable Fable, for Dolfins, Whales, Wolves and Strings, cordes et électronique, Mons.
- 2002 : Miniphony, 18 musiciens, Flagey, Bruxelles.
- 2003 : The Present’s Presents, cordes et violoncelle, Biennale de musique, Zagreb.
- 2004 : The Prey’s Prayer for Birds and Flutes, flûtes et électronique, Musiques en Scène, Lyon.
- 2005 : Le Retour du Refoulé, Ars Musica, Bruxelles.
- 2006 : O CLOCK, Frankfurter Positionen, Schauspielfrankfurt, Francfort.
- 2007 : Inner Future, A.Devantgarde Festival, Münchener Kammerorchester, Munich.
- 2009 : Dévoilements, cordes, électronique et voix.
- 2010 : Vertiges, cordes.

### Soliste et orchestre de chambre
- 2018 : Concerto concreto Piano et cordes Orchestre royal de chambre de Wallonie, Frank Braley.
- 2023 : Concerto con cello Violoncelle et orchestre à cordes créé pour Les Nuits Botanique par Marie Hallynck et l'ensemble Musiques Nouvelles.

### Voix et Ensembles
- 2010 : L'Exil Opérette in La (Toute) Petite Tétralogie, opéra drôle[18] Livret : Michel Jamsin[19], metteuse en scène : Anne-Laure Liégeois, première : Le Festin, centre dramatique national, Montluçon, 2010
- 2014 : Les Nuages Livret de  Albert Giraud, Festival Ars Musica avec Pauline Claes Bruxelles.
- 2018 : Immortalité Livret de Paul Claudel, Soprano, Orgue, Violoncelle, Elise Gabele.
- 2021 : For Kate Texte de William Shakespeare, Baryton et Quatuor à cordes

### Musique pour le théâtre / Operetta
- 2010 : L'Exil, dans « La (Toute) Petite Tétralogie, opéra drôle », livret : Michel Jamsin, mise en scène : Anne-Laure Liégeois, création  au centre dramatique national, Montluçon.

### Concert vidéo
- 2008 : Le Testament des glaces, Festival de Wallonie avec Musiques Nouvelles. Images. de Alain Hubert et Dixie Dansercoer, conception de Michel de Wouters.

### Musique de chambre
- 1997 : L’Ombre du Son, 2 violoncelles, Prix Paul Gilson des radios publiques de langue française, Montréal.
- 1998 : Les Liens du Silence, cordes et guitare, Festival Musica, Strasbourg.
- 1999 : Subsonic, 2 violoncelles, Nuits Botaniques, Bruxelles.
- 2000 : Orée-Oraison-Hors-Raison, cordes, Festival Présences de Radio-France, Ensemble L’Itinéraire, Paris.
- 2002 : Play Along, cordes et électronique, Botanique, Bruxelles.
- 2003 : Scories, cordes et électronique, Petit Théâtre Mercelis, Bruxelles.
- 2008 : Tuor Qua Tuor, cordes, festival « Pro Quartet », Quatuor Tana, Fontainebleau.
- 2014 : The Call of the Scale, Violon et Piano, Festival Ars Musica, Duo Gemini, Bruxelles.
- 2015 : The Slow and the Flow, Violoncelle et Piano, Arsonic, Frank Braley, JP Dessy Mons.
- 2018 : Ready Reeds clarinette et baryton, Arsonic Mons

### Violoncelle
- 1995 : Incipit, violoncelle, Rencontres d’octobre, Bruxelles.
- 1997 : Non Multa sed multum, violoncelle, Festival Ars Musica, Bruxelles.
- 1998 : Baruch, violoncelle, Cathédrale Saints-Michel-et-Gudule de Bruxelles, Bruxelles.
- 2000 : Solétude, violoncelle, pour le concours Axion Classics, Bruxelles.
- 2003 : Kaleidoscore, électronique.
- 2005 : Sophonie, violoncelle, Université de Liège.
- 2006 : Amos, violoncelle, Toussaint 2006, Bruxelles.
- 2007 : Exodus, violoncelle.
- 2013 : Hommage, violoncelle.
- 2015 : Isaïe, violoncelle.
- 2017 : Semper Gaudete Montréal, Église du Gesu.
- 2019 : Le Chant des Chauves-Souris violoncelle solo et électronique.
- 2019 : Upon a Chaconne
- 2024 : Rest Forest violoncelle solo et mammifères terrestres (loups, chacal, ours, éléphant, muscardins, rhinocéros, marmottes, renard, lynx, cerfs, faon, induis, gibbons,... ), création par Jean-Paul Dessy violoncelle et les Studios Art Zoyd.
- 2024 : Philia pour violoncelle, création par Pierre Fontenelle.

### Orgue
- 2006 : Drawn by Drones, orgue, Nuits Botanique Cathédrale de Bruxelles.

### Electronique
- 1998 : C Creed Secret, électronique Centre de recherches musicales de Wallonie.
- 2003 : Kaleidoscore, électronique en collaboration avec DJ Olive.

### Musiques de scène, théâtre et danse
- Pour Denis Marleau : Agamemnon (Sénèque), Comédie Française, Paris.

- Pour Laurent Wanson : Muzik (Wedekind), Salomé (Wilde), Un ennemi du peuple (Ibsen), Sainte-Jeanne des abattoirs (Brecht), En attendant Godot (Samuel Beckett), Les Bonnes (Genet), Vers les étoiles, (Andreïev).
- Pour Pascale Tison : La Rapporteuse, La chute des âmes, Dis-moi que je t’aime.
- Pour Jacques Lasalle : As you like it (Shakespeare).
- Pour Frédéric Dussenne : Le Chant du dragon (Lejeune).
- Pour David Géry : La Nuit à l’envers (Durringer), Bartleby (Melville), L’Orestie (Eschyle).
- Pour Fred Personne : La Rapporteuse (Tison).
- Pour Frédéric Flamand : Ex-machina, Moving target.
- Pour Nicole Mossoux et Patrick Bonté : Gradiva.
- Pour Carolyn Carlson : Dialogue with Rothko.
- Pour Hussein Chalayan : Anamorpheous , Kinship journey. Repose.
- Pour Bartabas : Lever de Soleil.

### Musiques de film
- Pour Manu Poutte (B) : Moï den o.
- Pour Thierry Kübler (F) : Franz Bartelt.
- Pour Hussein Chalayan (GB) : Passage.
- Pour Régis Cotentin (F) : Play Along.
- Pour Viviane Prerelmuter (F) : Le Vertige des possibles.
- Pour Jean-Luc Bouvret (F) : Mémoires de pierre.
- Pour Teona Strugar Mitevska (Mk) : When the day had no name